# Список умерших в 953 году

## Февраль
- 7 февраля — Лука Елладский (56), греческий монах, основатель монастыря Осиос Лукас.

## Март
- 24 марта — Аль-Мансур Биллах, халиф Фатимидского халифата (946—953), тринадцатый имам исмаилитов.

## Октябрь
- 1 октября — Шулюй, вдовствующая императрица киданьской династии Ляо, жена и соратница её основателя Абаоцзи.

## Ноябрь
- 18 ноября — Лиутгарда Саксонская, герцогиня Лотарингии, супруга Конрада I.

## Дата смерти неизвестна или требует уточнения
- Абас I, царь Армении (929—953).
- Аль-Хаким ас-Самарканди, персидский ханафитский ученый, кади (судья) и философ.
- Бонифаций II, маркграф и герцог Сполето (945—953)[1].
- Родри ап Хивел, король Дехейбарта (950—953).
- Эмар де Бурбон, вигьер де Шатель-де-Нёвр, сеньор де Сувиньи, первый достоверно известный представитель первого дома де Бурбон[2].